# قائمة الجوائز والترشيحات التي تلقاها سلمان خان

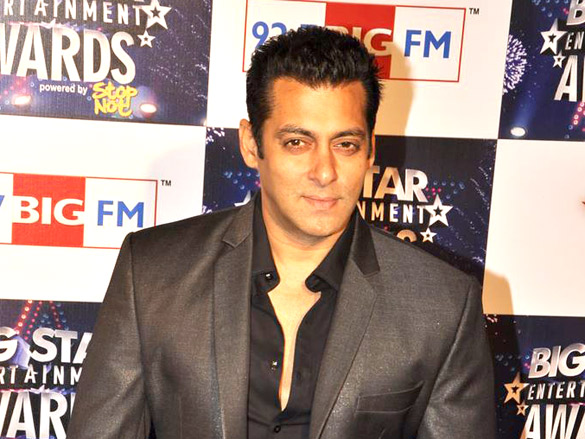

قائمة بالجوائز والترشيحات المستلمة من قبل الممثل الهندي سلمان خان.

## الجوائز
جوائز السينما الوطنية ~ National Film Awards
| السنة | الفئة             | الفيلم        | النتيجة |
| ----- | ----------------- | ------------- | ------- |
| 2012  | أفضل فيلم للأطفال | Chillar Party | فوز     |

جوائز فيلمفير ~ Filmfare Awards
| السنة | الفئة             | الفيلم                  | النتيجة |
| ----- | ----------------- | ----------------------- | ------- |
| 1990  | أفضل ذكر لأول مرة | Maine Pyar Kiya         | فوز     |
| 1990  | أفضل ممثل         | Maine Pyar Kiya         | رُشِّح     |
| 1996  | أفضل ممثل         | Karan Arjun             | رُشِّح     |
| 1997  | أفضل ممثل مساعد   | Jeet                    | رُشِّح     |
| 1999  | أفضل ممثل مساعد   | Kuch Kuch Hota Hai      | فوز     |
| 1999  | أفضل ممثل         | Pyaar Kiya To Darna Kya | رُشِّح     |
| 2000  | أفضل ممثل         | Hum Dil De Chuke Sanam  | رُشِّح     |
| 2004  | أفضل ممثل         | Tere Naam               | رُشِّح     |
| 2004  | أفضل ممثل مساعد   | Baghban                 | رُشِّح     |
| 2006  | أفضل ممثل كوميدي  | No Entry                | رُشِّح     |
| 2011  | أفضل ممثل         | Dabangg                 | رُشِّح     |
| 2012  | أفضل ممثل         | Bodyguard               | رُشِّح     |

جوائز الأكاديمية الهندية الدولية للأفلام ~ International Indian Film Academy Awards أو IIFA
| السنة | الفئة                          | الفيلم               | النتيجة |
| ----- | ------------------------------ | -------------------- | ------- |
| 2005  | أفضل ممثل                      | Mujhse Shaadi Karogi | رُشِّح     |
| 2008  | أفضل ممثل                      | Partner              | رُشِّح     |
| 2009  | نجم العقد - ذكر                |                      | رُشِّح     |
| 2010  | أفضل ممثل                      | Wanted               | رُشِّح     |
| 2010  | سفير للأعمال الخيرية الإنسانية |                      | فوز     |
| 2011  | أفضل ممثل                      | Dabangg              | رُشِّح     |
| 2012  | أفضل ممثل                      | Bodyguard            | رُشِّح     |

جوائز نجم الشاشة ~ Star Screen Awards
| السنة | الفئة                   | الفيلم            | النتيجة |
| ----- | ----------------------- | ----------------- | ------- |
| 2004  | أفضل ممثل               | Tere Naam         | رُشِّح     |
| 2010  | أفضل ممثل (اختيار شعبي) | Wanted            | رُشِّح     |
| 2011  | أفضل ممثل (اختيار شعبي) | Dabangg           | رُشِّح     |
| 2011  | أفضل ممثل               | Dabangg           | فوز     |
| 2012  | أفضل ممثل (اختيار شعبي) | Bodyguard & Ready | رُشِّح     |

جوائز زي سينما ~ Zee Cine Awards
| السنة | الفئة                     | الفيلم               | النتيجة |
| ----- | ------------------------- | -------------------- | ------- |
| 2004  | أفضل ممثل - ذكر           | Tere Naam            | رُشِّح     |
| 2005  | أفضل ممثل - ذكر           | Mujhse Shaadi Karogi | رُشِّح     |
| 2006  | أفضل ممثل دور ثانوي - ذكر | No Entry             | رُشِّح     |
| 2011  | أفضل ممثل                 | Dabangg              | رُشِّح     |
| 2012  | أفضل ممثل - ذكر           | Bodyguard            | رُشِّح     |

جوائز ستاردست ~ Stardust Awards
| السنة | الفئة                        | الفيلم            | النتيجة |
| ----- | ---------------------------- | ----------------- | ------- |
| 2007  | نجم السنة - ذكر              | Jaan-E-Mann       | رُشِّح     |
| 2009  | نجم السنة - ذكر              | Heroes و Yuvvraaj | رُشِّح     |
| 2010  | نجم السنة - ذكر              | Wanted            | رُشِّح     |
| 2011  | أفضل ممثل - أكشن / إثارة     | Dabangg           | رُشِّح     |
| 2011  | نجم السنة - ذكر              | Dabangg           | فوز     |
| 2012  | أفضل ممثل - دراما            | Dabangg           | رُشِّح     |
| 2012  | أفضل ممثل - كوميدي / رومانسي | Ready             | رُشِّح     |
| 2012  | نجم السنة - ذكر              | Bodyguard و Ready | فوز     |
| 2012  | أفضل فيلم                    | Chillar Party     | رُشِّح     |

جوائز أفلام بوليوود ~ Bollywood Movie Awards
| السنة | الفئة               | الفيلم                    | النتيجة |
| ----- | ------------------- | ------------------------- | ------- |
| 2002  | الممثل الأكثر إثارة | Chori Chori Chupke Chupke | فوز     |

|-
جوائز ترفيه النجم الكبير ~ BIG Star Entertainment Awards
| السنة | الفئة                                 | الفيلم    | النتيجة |
| ----- | ------------------------------------- | --------- | ------- |
| 2010  | الممثل الأكثر إمتاعا                  | Dabangg   | فوز     |
| 2010  | ممثل أفلام خلال عقد (عشر سنوات) - ذكر |           | رُشِّح     |
| 2011  | الممثل الأكثر إمتاعا                  | Bodyguard | رُشِّح     |
| 2011  | الممثل الأكثر إمتاعا في دور أكشن      | Bodyguard | فوز     |
| 2011  | الممثل الأكثر إمتاعا في دور رومانسي   | Bodyguard | رُشِّح     |
| 2011  | الممثل الأكثر إمتاعا في دور كوميدي    | Ready     | رُشِّح     |
| 2011  | ثنائي السنة (مع كارينا كابور)         | Bodyguard | فوز     |

جوائز أبسارا للأفلام والتلفزيون ~ Apsara Film & Television Producers Guild Awards
| السنة | الفئة                   | الفيلم    | النتيجة |
| ----- | ----------------------- | --------- | ------- |
| 2008  | أفضل ثنائي (مع غوفيندا) | Partner   | فوز     |
| 2011  | أفضل ممثل في دور رئيسي  | Dabangg   | فوز     |
| 2012  | أفضل ممثل في دور رئيسي  | Bodyguard | رُشِّح     |

مرتبة الشرف في السينما والتلفزيون الهندي العالمي ~ Global Indian Film and Television Honours
| السنة | الفئة                         | الفيلم                          | النتيجة |
| ----- | ----------------------------- | ------------------------------- | ------- |
| 2011  | أفضل مذيع برامج على التلفزيون | برنامج Bigg Boss - الفصل الرابع | فوز     |
| 2011  | أفضل ممثل في دور رئيسي - ذكر  | Dabangg                         | رُشِّح     |
| 2011  | أفضل ممثل في دور رئيسي - ذكر  | Bodyguard                       | رُشِّح     |

جوائز إيرتل سوبر ستار ~ Airtel Super Star Awards
| السنة | الفئة                                       | الفيلم    | النتيجة |
| ----- | ------------------------------------------- | --------- | ------- |
| 2011  | السوبر ستار البطل                           | Bodyguard | فوز     |
| 2011  | السوبر ستار ذات المظهر الفريد من نوعه - ذكر | Dabangg   | فوز     |
| 2011  | (الثنائي الرومانسي (مع كارينا كابور)        | Bodyguard | فوز     |
| 2011  | سوبر ستار الرقص                             | Ready     | رُشِّح     |

جوائز التلفزيون الهندي ~ Indian Television Awards
| السنة | الفئة     | البرنامج                 | النتيجة |
| ----- | --------- | ------------------------ | ------- |
| 2008  | أفضل مذيع | 10 Ka Dum (الفصل الأول)  | فوز     |
| 2009  | أفضل مذيع | 10 Ka Dum (الفصل الثاني) | فوز     |

جوائز أخرى
- 2009: جائزة آج تاك ماسالا لأفضل ممثل عن فيلم "Wanted"[46]
- 2011: جائزة موقع بوليود هانغاما لأفضل ممثل من اختيار زوار الموقع عن فيلم "Dabangg"[47]
- 2011: جائزة موقع بوليود هانغاما لأفضل صانع أخبار من اختيار زوار الموقع عن فيلم "Dabangg" و برنامج "Bigg Boos" (الفصل الرابع)[47]
- 2011: جائزة آج تاك لأفضل ممثل عن فيلم "Dabangg"[48]
- 2011: جائزة AXN لأفضل ممثل أكشن عن فيلم "Dabangg"[49]
- 2011: جائزة ETC أعمال بوليود.[50]
- مهرجان أفلام الأطفال العالمية السابع عشر لأفضل فيلم روائي طويل عن فيلم "Chillar Party"[51]

جوائز الشرف
- 2007: جائزة راجيف غاندي للإنجاز البارز في مجال الترفيه.[52]

التقدير العالمي
- في عام 2004 تم التصويت له كسابع أفضل رجل في العالم من حيث المظهر، وأوسم رجل في الهند من قبل مجلة بيبول (People) الأمريكية.[53]
- في 15 يناير 2008 تم صنع تمثال من الشمع له في متحف مدام توسو في لندن.[54]
- في عام 2010 تم التصويت له كالرجل الأكثر الجاذبية على قيد الحياة من قبل مجلة (People).[55]
- في عام 2011 تم التصويت له كأكثر رجل مرغوب فيه من قبل جريدة التايمز الهندية.[56]